# Mater Dolorosa (Mirskofen)

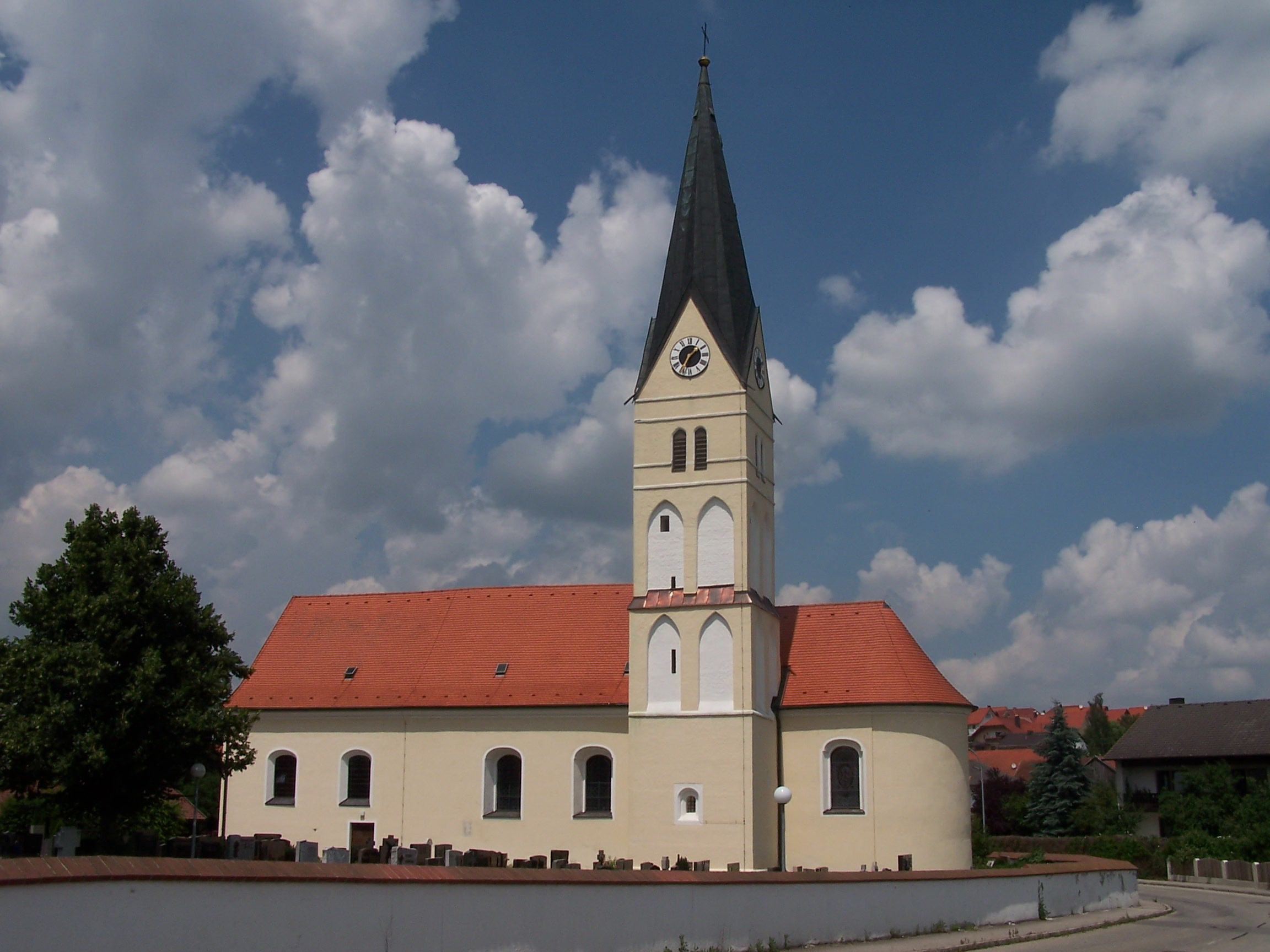
Außenansicht der Pfarrkirche Mater Dolorosa von Süden

Die römisch-katholische Pfarrkirche Mater Dolorosa in Mirskofen, einem Gemeindeteil der Marktgemeinde Essenbach im niederbayerischen Landkreis Landshut, ist eine Rokokokirche, die vor 1770 unter Verwendung eines spätgotischen Turmes aus dem 15. Jahrhundert entstand. Die Pfarrei Mater Dolorosa in Mirskofen bildet heute zusammen mit den Nachbargemeinden Mariä Himmelfahrt in Essenbach und St. Dionysius in Mettenbach die katholische Pfarreiengemeinschaft Essenbach im Dekanat Landshut des Bistums Regensburg.

## Geschichte
An der Stelle der heutigen Kirche befand sich ein im 15. Jahrhundert erstellter, spätgotischer Vorgängerbau, von dem der Turm übernommen wurde. Ebenfalls im 15. Jahrhundert dürfte sich die Pfarrei Mirskofen von der Mutterpfarrei St. Peter in Altheim abgespalten haben. Aus dem Jahr 1611 sind größere Renovierungsarbeiten überliefert. Die Ausstattung des Vorgängerbaus wurde gegen Ende des 17. Jahrhunderts erneuert: Im Jahr 1680 gab man bei dem Schreiner Christoph Leitäscher aus Altheim einen neuen Beichtstuhl in Auftrag, 1686 wurde ein neuer Hochaltar mit Bildern des Landshuter Malers Joseph Joda Ostermayr angeschafft. Um 1726 ließ die Schlossherrin von Mirskofen, Rosina Barbara Hayl, auf ihre Kosten unter anderem ein neues Ziborium, Fahnen, Messgewänder und ein neues Gestühl anschaffen sowie die Altäre neu in Gold fassen.
Um 1760, sicherlich jedoch vor 1770, musste der spätgotische Vorgängerbau der heutigen Rokokokirche weichen; der Turm und die südliche Langhausmauer (doppelwandig ausgeführt) wurden jedoch übernommen. An die Westfassade wurde die Seelenkapelle des Kirchenfriedhofs angefügt.
Im Herbst 1891 wurden am Außenbau größere Reparaturen vorgenommen. So wurden beispielsweise der Friedhof teilweise abgegraben und dem Kirchenbau ein Sockel hinzugefügt, die Seelenkapelle und die Vorhalle gepflastert, die Apsis mit Blech und das restliche Dach mit Doppelfalztaschen eingedeckt sowie neue Dachrinnen montiert. Eine weitere größere Renovierungsmaßnahme im Jahr 1895 geht auf eine Stiftung des Privatiers Michael Reingruber zurück. Damit konnten eine Turmuhr, neue Paramente und neue Fenster angeschafft werden. Während die damals vier Langhausfenster transparent verglast wurden, wurden die beiden Chorfenster mit Glasgemälden verziert. Diese zeigen nördlich eine Herz-Jesu-Darstellung, südlich das Unbefleckte Herz Mariä.
Im Jahr 1957 erfolgte eine Erweiterung der Kirche um zwei Fensterachse nach Westen. Diesem Anbau musste die bisherige Seelenkapelle weichen. Ein neues Leichenhaus wurde neben dem Haupteingang auf der Nordwestseite der Kirche angebaut. 1987 wurde abseits der Kirche auf einem neu zugekauften Grundstück ein neues Leichenhaus erbaut. Der alte Anbau wird nun als Vorhalle für das Hauptportal genutzt. Die vorerst letzte Renovierungsmaßnahme wurde im Jahr 2002 durchgeführt; dabei wurde unter anderem die Raumschale neu gefasst.

## Beschreibung

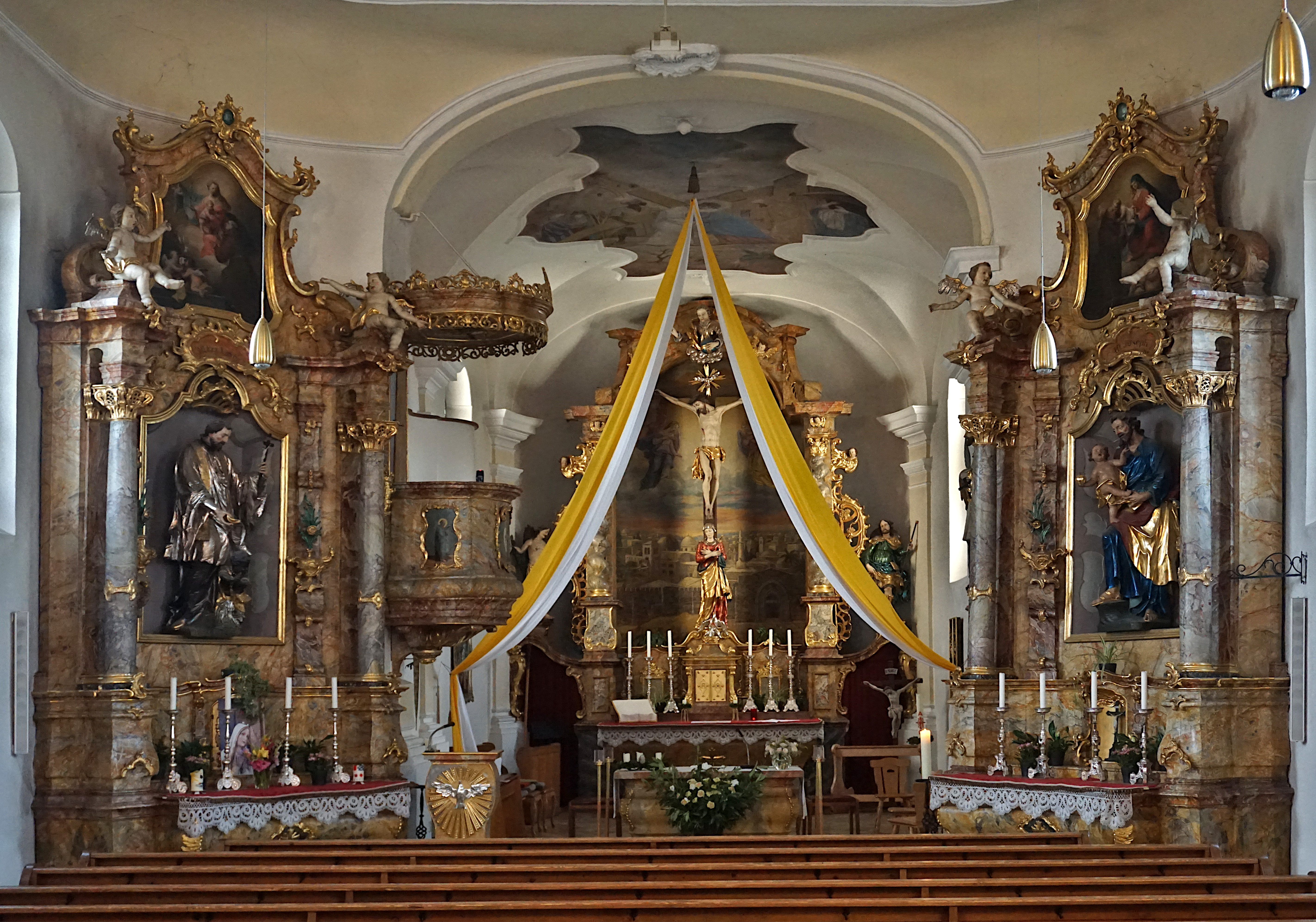
Innenansicht

An das 1957 nach Westen erweiterte Langhaus schließt sich auf der Ostseite – getrennt durch einen gedrückten, runden Chorbogen – das zweijochige Presbyterium mit halbrunder Apsis an. An den eingezogenen Chor ist auf der Südseite der spätgotische Turm angelehnt. Dieser besitzt eine Geschossgegliederung mittels farblicher abgesetzter Spizbogenblenden und einen Spitzhelm über vier Dreiecksgiebeln. Auf der Nordseite ist eine zweigeschossige Sakristei angebaut, die sich im Obergeschoss zu einem Oratorium öffnet. Während das Langhaus innen eine Flachdecke über einer Hohlkehle aufweist, wird der Altarraum von einer flachen Stichkappentonne auf Wandpilastern überspannt. Von geschwungenen Stuckrahmen begrenzt, befinden sich in Langhaus und Chor verschiedene Deckengemälde. Im Langhaus ist östlich die Flucht nach Ägypten, westlich (über der Orgelempore) die Darstellung Jesu im Tempel dargestellt; im Chorraum lautet das Thema „Christus begegnet auf dem Kreuzweg seiner weinenden Mutter“, was dem Patrozinium Mater Dolorosa (Gedenktag: 15. September) entspricht.

### Altäre
Der Hochaltar bildet eine Kompilation aus Barock- und Rokoko-Elementen. Er besteht aus einem portalartigen Aufbau, der mit einem leicht eingezogenen Rundbogen abschließt und von zwei gewundenen Säulen getragen wird. An den Seiten befinden sich vergoldete Rocaillen, hier und im Gebälk außerdem mehrere Putten. In der Portalnische befindet sich ein großflächiges Gemälde, auf dem die Stadt Jerusalem zur Zeit der Kreuzigung Christi dargestellt ist. Darüber im Gewölk schweben zwei mit wallenden Gewändern bekleidete Engel. Davor steht ein großes Kruzifix, wobei der obere Kreuzesarm eine Darstellung der Heilig-Geist-Taube trägt. Eine Darstellung von Gott Vater am Scheitel des Rundbogens vervollständigt die Heilige Dreifaltigkeit. Am Fuß des Kreuzes befindet sich eine Holzfigur der Schmerzhaften Mutter Gottes. Als Sockel für Kruzifix und Mater Dolorosa dient der reich verzierte Tabernakel, der von einer Figur des Pelikans als Symbol für den Opfertod Christi bekrönt wird. Die beiden seitlichen Durchgänge weisen – typisch für den Rokokostil – eine stark unregelmäßige Form auf. Über den Durchgängen befinden sich Holzfiguren der Heiligen Sebastian (links) und Rochus (rechts).
Die als Pendants gestalteten Seitenaltäre im Rokokostil, die zu beiden Seiten des Chorbogens schräg aufgestellt sind, wurde im Jahr 1770 von dem Schreiner Johann Jakob Säxinger aus Pfeffenhausen angefertigt. Die Aufbauten werden jeweils von zwei Rundsäulen getragen. Auf den beiden Gebälkköpfen sitzen Engelsfiguren. In einer Mittelnische ist Platz für eine Heiligenfigur, der von Voluten berandete Auszug enthält jeweils ein Gemälde des Landshuter Malers Ignatius Kaufmann aus der Zeit um 1770. Der nördliche Seitenaltar ist dem heiligen Franz Xaver gewidmet, der südliche dem heiligen Josef.

### Kanzel
An der Nordseite des Chorbogens ist die Kanzel angebracht. Sie besteht aus einem runden Kanzelkorb, der mit Pilastern und Bildern der vier Evangelisten in geschweiften Rokokorahmen verziert ist. An der Unterseite des kronenartigen Schalldeckels ist ein Relief der Heilig-Geist-Taube zu sehen.

### Übrige Ausstattung
Der Volksaltar und der Ambo sind modern, wurden aber stilistisch an die Rokoko-Ausstattung angeglichen. Am Ambo befindet sich eine Heilig-Geist-Taube in einem Strahlenkranz. An der südlichen Chorwand, gegenüber dem Oratorium, befindet sich auf einer Konsole eine Figur des heiligen Johannes Nepomuk. Daneben sind zwei spätgotische Altarflügel angebracht, die früher am Hochaltar angebracht waren. Sie zeigen bemalte Flachreliefs mit Darstellungen der zwölf Apostel. Aufgrund stilistischer Befunde lassen sich diese als Arbeiten der Landshuter Schule einordnen; sie dürften um 1515 entstanden sein und stellen somit die ältesten Ausstattungsstücke der Kirche dar. Die barocken Stuhlwangen, die mit Akanthusrankwerk und gerieften Bändern verziert wurden, sind ebenfalls älter als der Kirchenbau selbst. Sie sind wahrscheinlich um 1715 entstanden.

### Orgel

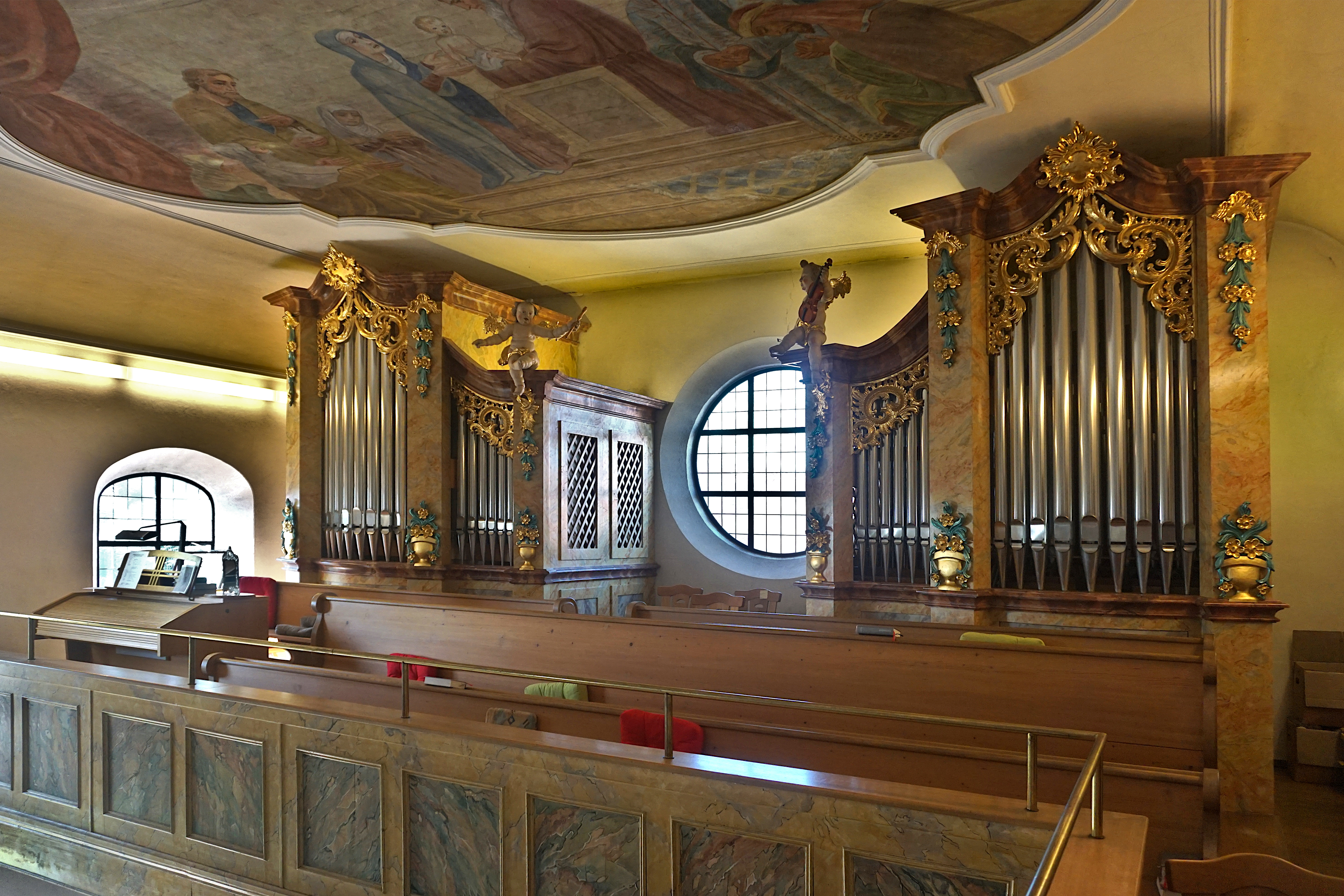
Orgel von Ekkehard Simon hinter einem Prospekt von 1740

Die Orgel auf der Westempore wurde im Jahr 1991 von dem Orgelbauer Ekkehard Simon aus Landshut nach einem Dispositionsentwurf von Eberhard Kraus, in einem Gehäuse aus der Zeit um 1740 errichtet. Das Schleifladeninstrument umfasst insgesamt 18 Register auf zwei Manualen und Pedal. Es ersetzte ein pneumatisches Kegelladeninstrument mit nur sechs Registern, das der Münchner Orgelbauer Julius Zwirner im Jahr 1950 geschaffen hatte. Die Disposition der heutigen Orgel lautet wie folgt:
| I Hauptwerk |               |       |
| 1.          | Prinzipal     | 8′    |
| 2.          | Rohrflöte     | 8′    |
| 3.          | Oktav         | 4′    |
| 4.          | Blockflöte    | 4′    |
| 5.          | Nachthörnlein | 2′    |
| 6.          | Mixtur IV     | 1 ⁄3′ |
| 7.          | Fagott        | 8′    |

| II Schwellwerk |                  |                             |
| 8.             | Holzgedackt      | 8′                          |
| 9.             | Salizional       | 8′                          |
| 10.            | Gedacktflöte     | 4′                          |
| 11.            | Prinzipal        | 2′                          |
| 12.            | Zimbel III       | 2⁄3′                        |
| 13.            | Septenkornettino | 2 ⁄3′ + 2′ + 1 3⁄5′ + 1 ⁄7′ |
|                | Tremulant        |                             |

| Pedal |              |            |
| 14.   | Subbaß       | 16′        |
| 15.   | Oktavbaß     | 8′         |
| 16.   | Hohlflöte    | 8′         |
| 17.   | Choralbaß    | 4′ + 1 ⁄3′ |
| 18.   | Rauschpfeife | 2 ⁄3′ + 2′ |

- Koppeln: II/I, I/P, II/P